# Vicinal
In der Chemie bedeutet vicinal (meist abgekürzt als vic, von lat. vicinus „Nachbar“), dass zwei funktionelle Gruppen (z. B. Halogene wie Fluor, Chlor oder Brom) an zwei benachbarte Kohlenstoffatome gebunden sind.
Meist ist die Verwendung des Begriffs vicinal auf zwei identische funktionelle Gruppen beschränkt.
|                                                            | Vergleich von vicinalen mit geminalen und isolierten Substitutionsmustern |         |                 |                 |
|                                                            | Alkan                                                                     | geminal | vicinal         | isoliert        |
| Methan                                                     |                                                                           |         | existiert nicht | existiert nicht |
| Ethan                                                      |                                                                           |         |                 | existiert nicht |
| Propan                                                     |                                                                           |         |                 |                 |
| Rot markierte Substituenten an ausgewählten Dibromalkanen. |                                                                           |         |                 |                 |

Der Begriff vicinal wird auch zur Beschreibung von trisubstituiertem Benzol und von Heterocyclen verwendet. 1,2,3-Trimethylbenzol wird z. B. als  vic-Trimethylbenzol bezeichnet.
Weitere, die relative Anordnung zweier funktioneller Gruppen beschreibende Begriffe sind geminal und α- und β-ständig.

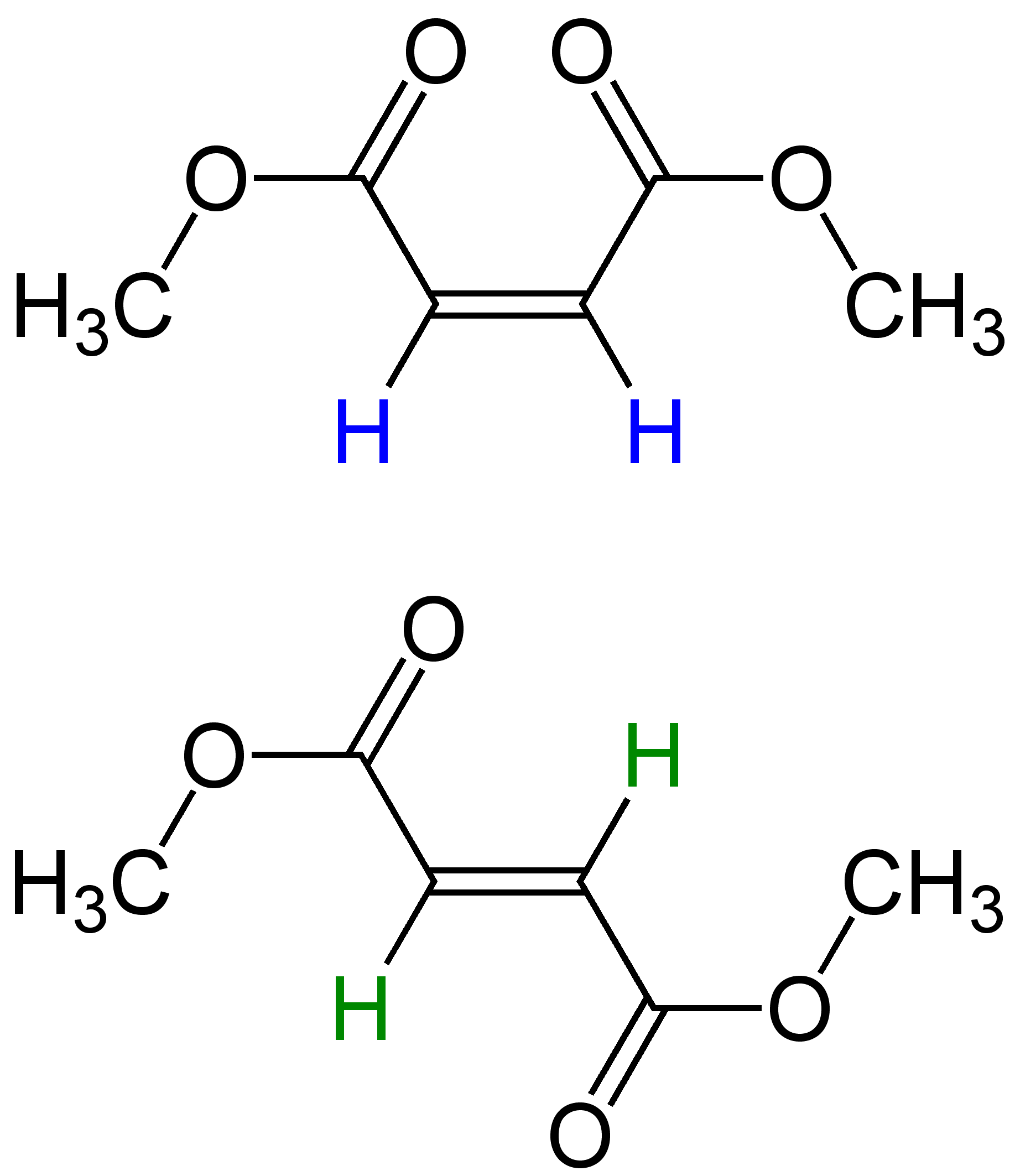
^{1}H-NMR-Spektroskopie: Maleinsäuredimethylester (oben) mit zwei blau markierten vicinalen cis-ständigen Protonen an benachbarten Kohlenstoffatomen. Fumarsäuredimethylester (unten) mit zwei grün markierten trans-ständigen vicinalen Protonen an benachbarten Kohlenstoffatomen. Die vicinale Kopplungskonstante ^{3}J_{cis} ist kleiner als ^{3}J_{trans}.

## 1H-NMR-Spektroskopie
In der 1H-NMR-Spektroskopie wird die Kopplung zweier Wasserstoffatome, die sich an benachbarten Kohlenstoffatomen befinden, als vicinale Kopplung bezeichnet. Die vicinale Kopplungskonstante wird als 3J bezeichnet, da die Wasserstoffatome über drei  Bindungen hinweg miteinander koppeln. In Abhängigkeit von den anderen Substituenten nimmt die vicinale Kopplungskonstante Werte zwischen 0 und +20 Hz ein. Die Abhängigkeit der vicinalen Kopplungskonstante vom Diederwinkel {\displaystyle \!\,\phi } wird durch die Karplus-Beziehung beschrieben.